# U-375
| U-375                      | U-375                                                          | U-375                                                          |
| -------------------------- | -------------------------------------------------------------- | -------------------------------------------------------------- |
|                            |                                                                |                                                                |
|                            |                                                                |                                                                |
|                            |                                                                |                                                                |
| Під прапором               | Третій рейх                                                    | Третій рейх                                                    |
| Спуск на воду              | 7 червня 1941 року                                             | 7 червня 1941 року                                             |
| Виведений зі складу флоту  | 25 липня 1943 року                                             | 25 липня 1943 року                                             |
| Сучасний статус            | затоплений                                                     | затоплений                                                     |
| Проєкт                     |                                                                |                                                                |
| Тип ПЧ                     | Торпедний ДПЧ                                                  | Торпедний ДПЧ                                                  |
| Основні характеристики     |                                                                |                                                                |
| Швидкість (надводна)       | 17,7 вузлів                                                    | 17,7 вузлів                                                    |
| Швидкість (підводна)       | 7,6 вузлів                                                     | 7,6 вузлів                                                     |
| Робоча глибина занурення   | 100 м                                                          | 100 м                                                          |
| Гранична глибина занурення | 220 м                                                          | 220 м                                                          |
| Екіпаж                     | 44 осіб                                                        | 44 осіб                                                        |
| Розміри                    |                                                                |                                                                |
| Довжина найбільша (по КВЛ) | 67,1 м                                                         | 67,1 м                                                         |
| Ширина корпусу найб.       | 6,2 м                                                          | 6,2 м                                                          |
| Висота                     | 9,6 м                                                          | 9,6 м                                                          |
| Середня осадка (по КВЛ)    | 4,70 м                                                         | 4,70 м                                                         |
| Водотоннажність надводна   | 769 т                                                          | 769 т                                                          |
| Озброєння                  |                                                                |                                                                |
| Артилерія                  | одна палубна гармата калібру 88-мм, одна 20-мм зенітна гармата | одна палубна гармата калібру 88-мм, одна 20-мм зенітна гармата |
| Торпедно- мінне озброєння  | 4 носових і один кормовий ТА. 14 торпед або 26 мін             | 4 носових і один кормовий ТА. 14 торпед або 26 мін             |

U-375 — німецький підводний човен типу VIIC, часів Другої світової війни.
Замовлення на будівництво човна було віддане 16 жовтня 1939 року. Човен був закладений на верфі суднобудівної компанії «Howaldtswerke AG» у місті Кіль 14 травня 1940 року під будівельним номером 6, спущений на воду 7 червня 1941 року, 19 липня 1941 року увійшов до складу 5-ї флотилії. Також за час служби входив до складу 3-ї  та 29-ї флотилій. Єдиним командиром човна був капітан-лейтенант Юрген Кененкамп.
Човен зробив 10 бойових походів, в яких потопив 8 суден, пошкодив 1 судно та 1 військовий корабель.
Зник безвісті після 25 липня 1943 року у Середземному морі південніше Сицилії. Весь екіпаж у складі 46 осіб вважається зниклим безвісті.

## Потоплені та пошкоджені кораблі[3]
| Назва         | Тип                 | Належність      | Дата           | Тоннаж (БРТ) | Вантаж                                                          | Статус     | Місце                                                       |
| Hero          | суховантажне судно  | Норвегія        | 6 липня 1942   | 1 376        | Баласт                                                          | потоплено  | 32°23′ пн. ш. 34°35′ сх. д. / 32.383° пн. ш. 34.583° сх. д. |
| Amina         | риболовне судно     | Єгипет          | 30 липня 1942  | 89           | Мідні пірити                                                    | потоплено  | 32°33′ пн. ш. 32°18′ сх. д. / 32.550° пн. ш. 32.300° сх. д. |
| Ikbal         | риболовне судно     | Єгипет          | 30 липня 1942  | 176          | Генеральні вантажі                                              | потоплено  | 32°33′ пн. ш. 32°18′ сх. д. / 32.550° пн. ш. 32.300° сх. д. |
| Empire Kumari | суховантажне судно  | Велика Британія | 26 серпня 1942 | 6 288        | 450 т калію                                                     | пошкоджено | 31°58′ пн. ш. 34°21′ сх. д. / 31.967° пн. ш. 34.350° сх. д. |
| Turkian       | риболовне судно     | Єгипет          | 3 вересня 1942 | 113          | Генеральні вантажі                                              | потоплено  | 35°03′ пн. ш. 35°38′ сх. д. / 35.050° пн. ш. 35.633° сх. д. |
| Miriam        | риболовне судно     | Палестина       | 3 вересня 1942 | 38           | Продукти харчування                                             | потоплено  | 34°48′ пн. ш. 35°54′ сх. д. / 34.800° пн. ш. 35.900° сх. д. |
| Arnon         | суховантажне судно  | Палестина       | 3 вересня 1942 | 558          | Військові матеріали                                             | потоплено  | 34°48′ пн. ш. 35°54′ сх. д. / 34.800° пн. ш. 35.900° сх. д. |
| Salina        | риболовне судно     | Палестина       | 6 вересня 1942 | 108          | Продукти харчування                                             | потоплено  | 35°31′ пн. ш. 35°42′ сх. д. / 35.517° пн. ш. 35.700° сх. д. |
| HMS Manxman   | мінний загороджувач | Велика Британія | 1 грудня 1942  | 2 650        |                                                                 | пошкоджено | 36°39′ пн. ш. 00°15′ сх. д. / 36.650° пн. ш. 0.250° сх. д.  |
| St. Essylt    | суховантажне судно  | Велика Британія | 4 липня 1943   | 5 634        | 322 військових, 900 т військових вантажів та 2 десантні кораблі | потоплено  | 36°44′ пн. ш. 01°31′ сх. д. / 36.733° пн. ш. 1.517° сх. д.  |